# Шабановское сельское поселение (Кемеровская область)
Шаба́новское се́льское поселе́ние — упразднённое муниципальное образование в Ленинск-Кузнецком районе Кемеровской области. Административный центр — село Шабаново.

## История
Шабановское сельское поселение образовано 17 декабря 2004 года в соответствии с Законом Кемеровской области № 104-ОЗ. 

## Население
| 2010  | 2011  | 2012  | 2013  | 2014  | 2015  | 2016  |
| ----- | ----- | ----- | ----- | ----- | ----- | ----- |
| 3252  | ↘3248 | ↘3187 | ↘3156 | ↘3088 | ↘3023 | ↘3016 |
| 2017  | 2018  | 2019  |       |       |       |       |
| ↘2940 | ↘2856 | ↘2768 |       |       |       |       |

## Состав
| №  | Населённый пункт      | Тип населённого пункта       | Население |
| -- | --------------------- | ---------------------------- | --------- |
| 1  | Дружный               | посёлок                      | 67        |
| 2  | Камышино              | село                         | 621       |
| 3  | Карьер (Белая Глинка) | посёлок                      | 10        |
| 4  | Мусохраново           | посёлок                      | ↗505      |
| 5  | Орловский             | посёлок                      | 112       |
| 6  | Покровка              | деревня                      | 182       |
| 7  | Соколовка             | деревня                      | 150       |
| 8  | Торопово              | деревня                      | 177       |
| 9  | Шабаново              | село, административный центр | 1421      |
| 10 | Южный                 | посёлок                      | 7         |